# Kanmaki
Kanmaki (上牧町?) è una cittadina giapponese della prefettura di Nara.